# 極漂移
極漂移（英語：polar wander）是一個極點相對於一個參考坐標運動。 在地質界，極漂移是指地球磁極軸相對於一個參考坐標的移動。 例如可以用古地磁標本所在地的大陸塊為參考坐標，倘如同一地質時代而不同大陸塊所測出的磁極不同，就可由此計算出大陸塊彼此之間的相對運動 。

## 極移與極漂移
極移（polar motion）是指是地球自轉軸相對於地殼的活動，根據現代空间大地测量学方法包括甚长基线干涉测量 , 月球激光测距以及人造衛星激光测距（Satellite laser ranging）等，測出現代地球自轉軸的錢德勒擺動，朝西经80°方向的不规则移動，及年度振盪。其使用的固定坐標是国际协议原点. 這些是直接觀測的數據，但在地質歷史記錄中則無。極漂移則是根據岩石的古磁性測出相對岩石所在地的磁極的位置。然後綜合同一地質時代，但不同地區岩石的相對磁極的位置，導出磁極的統一位置。前者是現代所觀測的自轉軸活動，後者是推論出的地質時代過去磁極活動的歷史.

## 視極漂移
在過去地質時代中，磁極的位置相對固定，因此，可以利用磁性礦物，如磁鐵礦，找到一個相對於當時磁極的一個大陸緯度。 事實上大陸相對於磁極來講，是一直移動的； 但如果把大陸固定，這相對移動就好像是磁極卻在移動。 如果數據足夠，就可以重建大陸相對於磁極的移動。視極漂移就是根據一個固定的大陸，磁極漂移動的路徑。 如果多個大陸之間有相對運動，每個大陸所得的視磁極的移動路徑與其他大陸不同 。 相反，當兩個大陸相互平行移動時，它們的視極漂移是相同的。

## 真正極漂移
真正的極漂移是除去板塊構造的運動後，地理兩極相對於地球表面的移動。這移動是由地幔和地殼之間的重新排列引起的，以便將最大慣性矩軸和自轉軸對齊。在這種情況下，地球能達到最低動能。由於地球是非剛性體，能消散動能而達到最低動能狀態。
真正的極漂移的證據必須根據大量視極漂移的數據，找出磁極本身的移動。而這些數據需要校正板塊本身的移動 。超大陸的形成可能引發更快的極漂移。也就是說，由於超大陸會在某一區集中額外的質量，因此地球的自轉會將超大陸往赤道推動。